# ورزشگاه آگوست دلون
ورزشگاه آگوست دلون (فرانسوی: Stade Auguste Delaune‎) یک ورزشگاه فوتبال در رنس، فرانسه است.
این ورزشگاه که در سال ۱۹۳۵ تأسیس شده دارای ۲۱٬۶۸۴ ظرفیت می‌باشد و یکی از ورزشگاه‌های جام جهانی فوتبال ۱۹۳۸ بوده است.

## نگارخانه

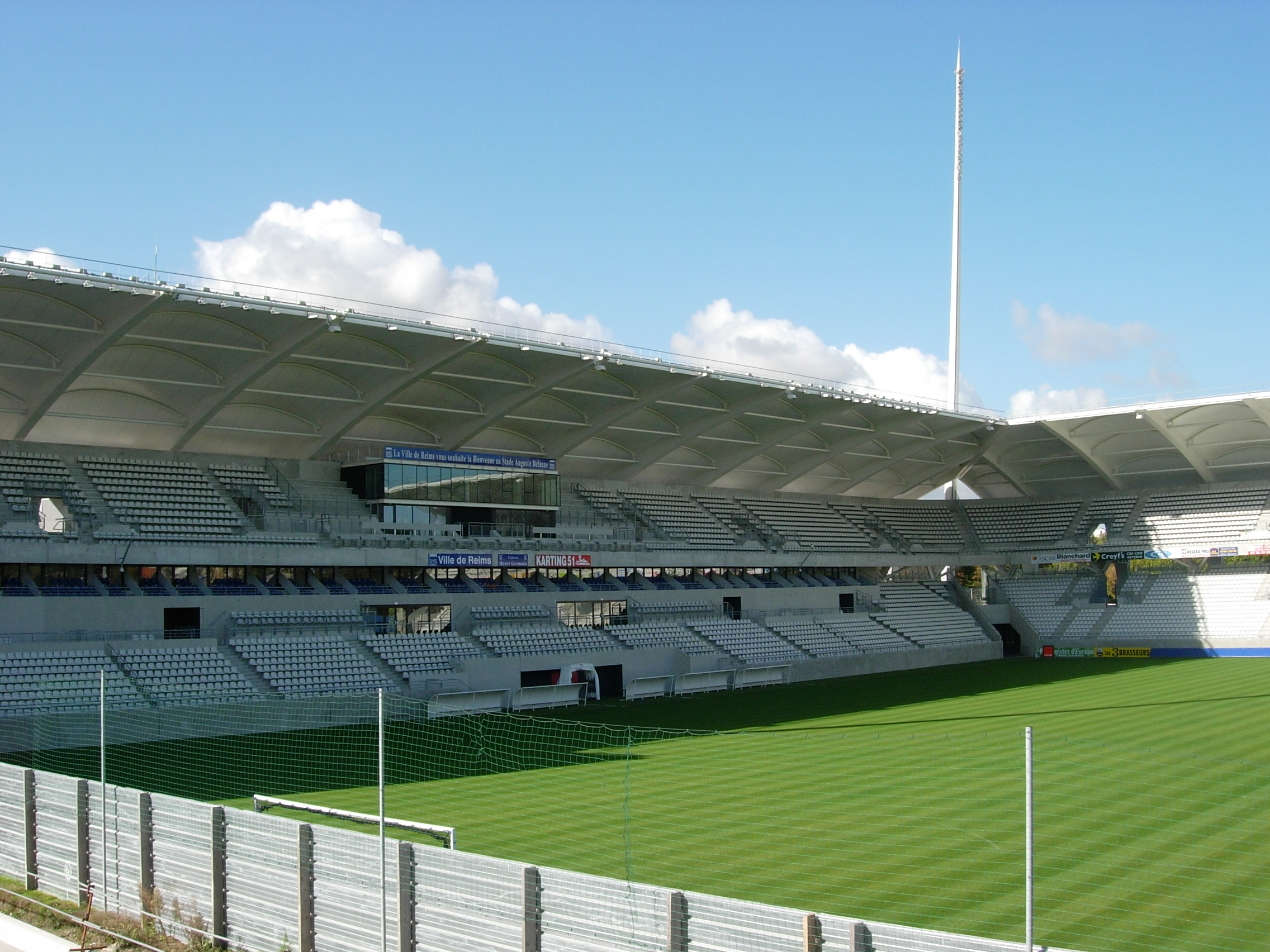
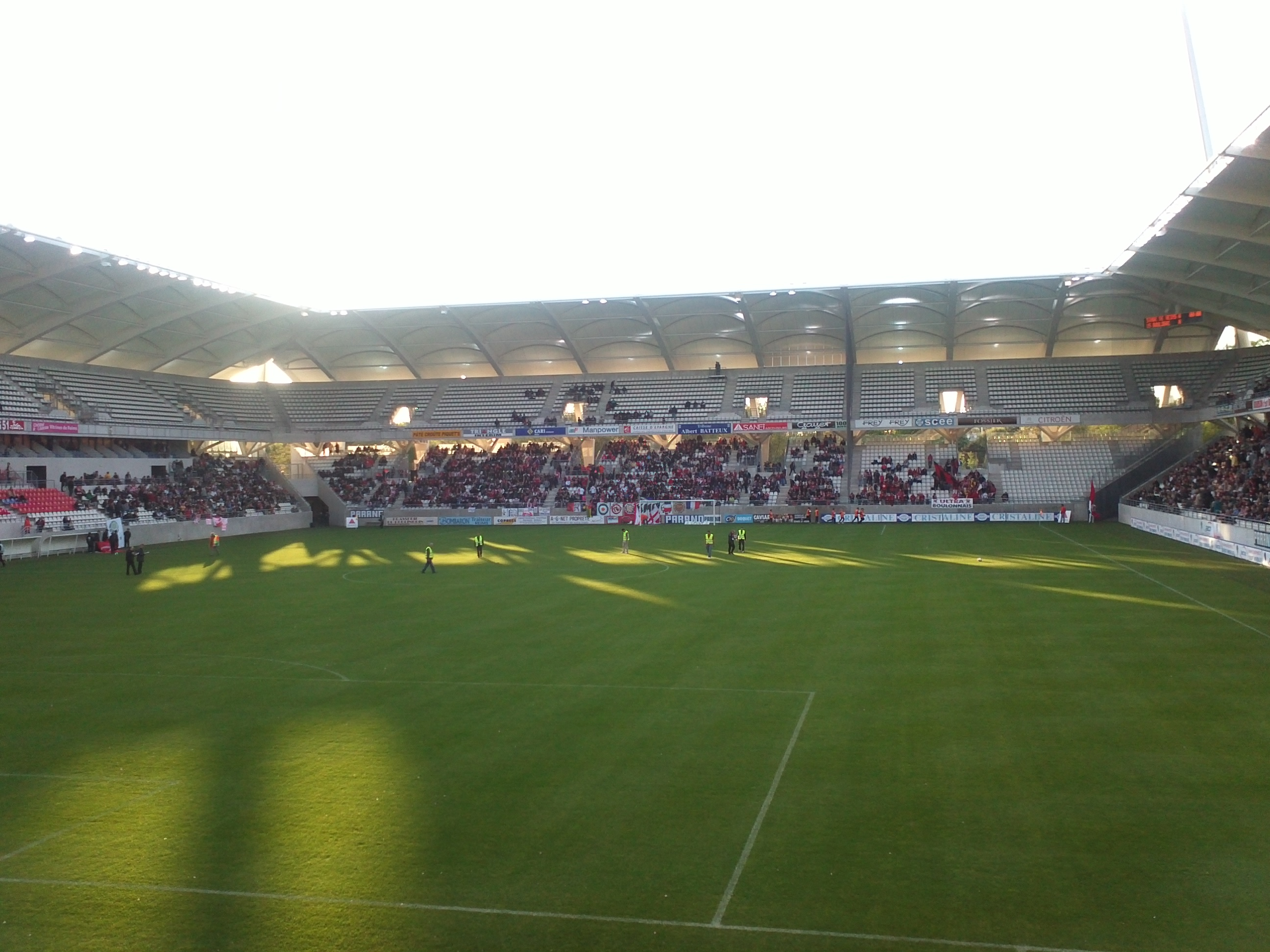
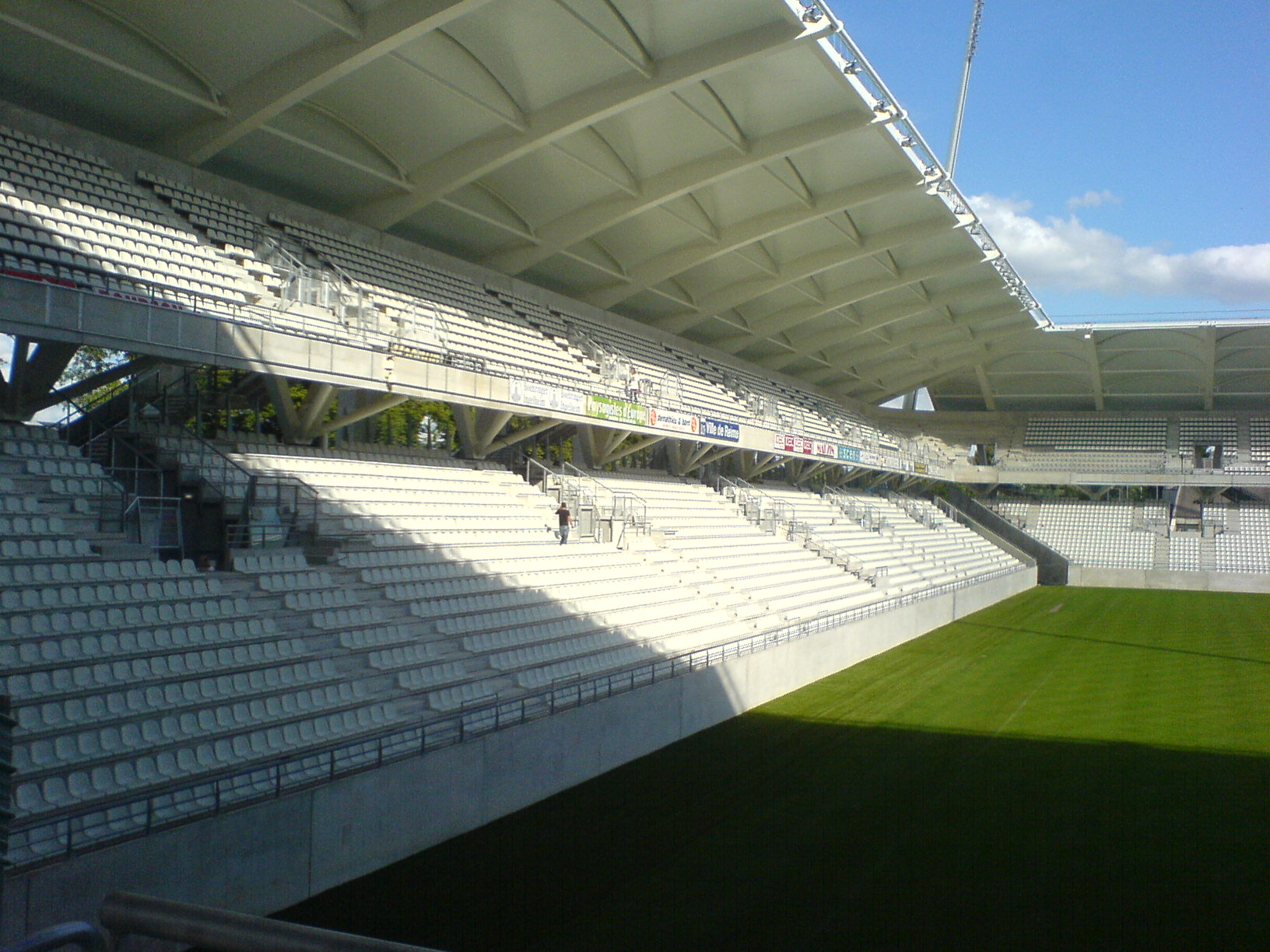
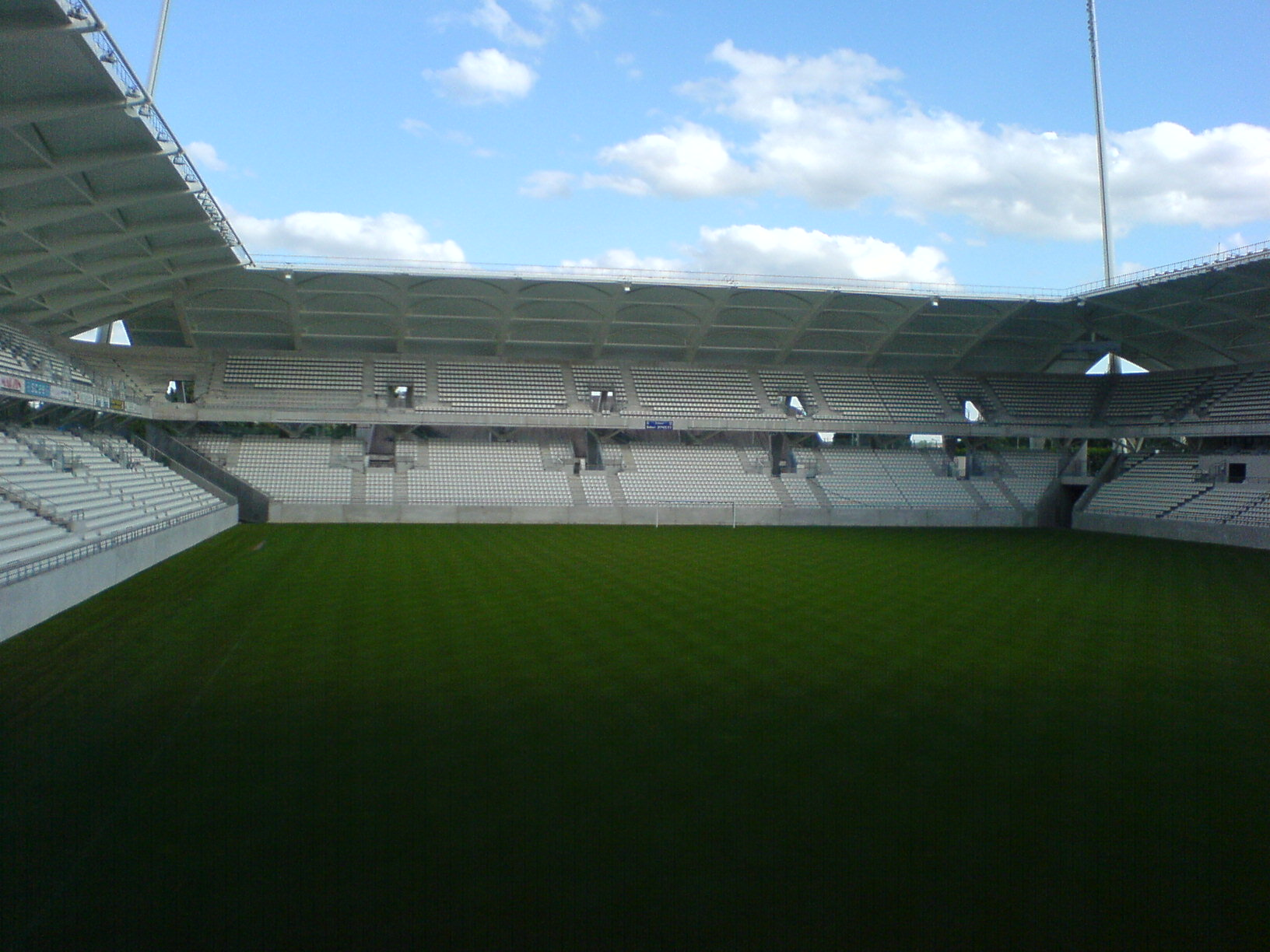